# リック・ライアダン
リチャード・ラッセル・ライアダン・ジュニア(Richard Russell Riordan, Jr.、1964年6月5日 - )はアメリカ合衆国の推理作家、児童文学作家、ファンタジー作家。通称リック・ライアダン(Rick Riordan)。
日本では「リック・リオーダン」あるいは「リック・ライオダン」と表記されることが多いが、これらはいずれも原音に忠実なものではない。
代表作は「パーシー・ジャクソンとオリンポスの神々」シリーズ。

## 経歴
1964年、アメリカ合衆国テキサス州のサンアントニオに生まれる。テキサス大学オースティン校を卒業後、教師になる。15年間、サンフランシスコやサンアントニオの中等学校で英語や歴史を教える。その後小説家に転向し、現在に至る。
- 1998年、著書"Big Red Tequila"がシェイマス賞（Shamus Award)とアントニー賞(Anthony Award)に同時に選ばれる[3]。
- 1999年、著書"The  Widower's Two-Step"がエドガー賞 ペーパーバック部門に選ばれる[4]。

## 作品リスト

### 「トレス・ナヴァー」 Tres Navarre
- 「ビッグ・レッド・テキーラ」Big Red Tequila (1997年6月)
- 「ホンキートンク・ガール」The Widower's Two-Step (1998年6月)
- 「殺意の教壇」The Last King of Texas (2000年1月)
- 「殺人鬼オーストゥンに帰る」The Devil Went Down to Austin (2001年6月)
- Southtown (2004年4月)
- Mission Road (2005年6月)
- Rebel Island (2007年8月)

### 「パーシー・ジャクソンとオリンポスの神々」 Percy Jackson & the Olympians
本編
- 「盗まれた雷撃」The Lightning Thief (2005年6月)
- 「魔海の冒険」The Sea of Monsters (2006年5月)
- 「タイタンの呪い」The Titan's Curse (2007年5月)
- 「迷宮の戦い」The Battle of the Labyrinth (2008年5月)
- 「最後の神」The Last Olympian (2009年5月)

その他
- 「外伝　ハデスの剣」The Demigod Files (2009年2月)
- Demigods and Monsters (2009年2月)
- The Ultimate Guide (2010年1月)

### 「サーティーナイン・クルーズ」 The 39 Clues
- 「骨の迷宮」The Maze of Bones (2008年9月)
- The Black Book of Buried Secrets (2010年10月)
- Vespers Rising (2011年4月)

### 「ケイン・クロニクル」The Kane Chronicles
- 「灼熱のピラミッド」The Red Pyramid (2010年5月)
- The Throne of Fire (2011年5月)

### 「オリンポスの神々と7人の英雄」The Heroes of Olympus
本編
- 「消えた英雄」The Lost Hero (2010年10月)
- 「海神の息子」The Son of Neptune (2011年10月)
- 「アテナの印」The Mark of Athena (2012年秋)
- 「ハデスの館」The House of Hades (2013年秋)
- 「最後の航海」The Blood of Olympus (2014年11月)

その他
「外伝 ヘルメスの杖」The Demigod Diaries

### 「アポロンと5つの神託」The Trials of Apollo
本編
- 「太陽の転落」The Hidden Oracle
- 「闇の予言」The Dark Prophecy
- 「炎の迷路」The Burning Maze
- 「傲慢王の墓」The Tyrant's Tomb
- 「太陽の神」The Tower of Nero